# Comando Feminista Informal de Ação Antiautoritária
O Comando Feminista de Ação Antiautoritária (COFIAA) foi uma guerrilha urbana anarcafeminista insurrecionária mexicana ativa na Região Metropolitana do Vale do México entre 2014 e 2017. A organização reivindicou oito atos terroristas durante sua existência, sendo o ataque a bomba contra a Conferência do Episcopado Mexicano em 2017 o mais amplamente noticiado. O COFIAA foi a primeira organização anarquista insurrecionária no Mexico a ser composta exclusivamente por mulheres.

## História

### Surgimento e Primeiros Atos
A COFIAA surgiu em 25 de agosto de 2014. Seu primeiro ataque foi a explosão de uma bomba caseira em uma oficina de atenção cidadã do deputado Orlando Anaya González, do Partido de Ação Nacional, em Iztapalapa. O segundo, no mesmo dia, foi uma explosão na Igreja de Nossa Senhora de Loreto. Ambos os ataques foram reivindicados no primeiro comunicado do grupo, o manifesto Despues de Media Noche. No manifesto, o COFIAA afirmava que a segunda bomba originalmente seria deixada na Catedral Metropolitana da Cidade do México, mas que o alvo foi alterado devido à presença de trabalhadoras no local que poderiam se ferir na explosão; No manifesto também afirmam ter deixado outras três bombas espalhadas pela Cidade do México, mas estas nunca foram encontradas.
Em 12 de abril de 2015, o grupo deixou uma bomba incendiária em uma sucursal da Santander México na demarcação de Gustavo A. Madero. Meses depois, em junho, um ataque explosivo foi realizado contra a Secretaria de Desenvolvimento Agrário, Territorial e Urbano (SEDATU). Ambos os ataques causaram apenas danos materiais.

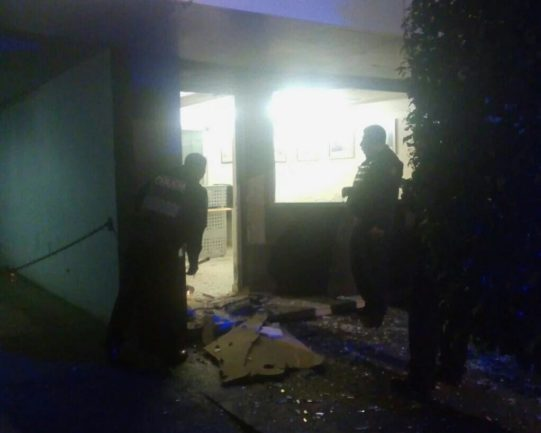
Oficina da SACMAG danificada após ataque do COFIAA

Ainda em 2015 o COFIAA voltou a atacar o clero, deixando um explosivo a base de dinamite na porta de uma igreja católica. O ataque foi realizado in memorian do estudante anarquista Aléxandros Grigorópulos, morto na Grécia em 2008. Em maio do ano seguinte, o grupo reivindicou um ataque contra uma oficina da empresa SACMAG México S.A, sem uma explicação da motivação do ato.

### Ataque mais notórios
Em 20 de dezembro de 2016, o COFIAA se responsabilizou pela explosão de uma bomba caseira no Instituto das Mulheres da Cidade do México, danificando o portão de metal e a vidraçaria da entrada principal, sem no entanto resultar em pessoas feridas. Na ocasião, a reivindicação feita pelo grupo afirmava que continuariam a atacar a “instituições feministas burguesas”, que consideravam ser danosas à emancipação feminina.
Em 16 de abril de 2017, outro ataque foi realizado, desta vez contra a petroleira EXXON através de uma bomba caseira colocada em uma de suas instalações. O ataque resultou em danos materiais a partes do local. Na reivindicação, as anarquistas caracterizavam a EXXON como uma empresa genocida e ecocida com um “enorme histórico de devastação”. O comunicado também denuncia o nacionalismo estadunidense do então presidente dos Estados Unidos Donald Trump, assim como o nacionalismo mexicano.
No que foi seu ato mais amplamente noticiado, e também seu último ato, o COFIAA abandonou uma bomba que causou sérios danos às portas da Conferência do Episcopado Mexicano. Segundo policiais, e de acordo com o comunicado do grupo, o explosivo era feito à base de dinamite, gás butano e gasolina. Este ataque acabou por chamar a atenção da mídia e também das autoridades do governo mexicano, e uma investigação foi iniciada pela Procuradoria Geral da Justiça da Cidade do México, sem porém chegar a quaisquer conclusões.

## Ideologia
O Comando Feminista de Ação Antiautoritária se reivindica como uma organização anarcafeminista, anarcoindividualista e ecofeminista. Em seus documentos o grupo também defende o abolicionismo penal e o fim da justiça institucionalizada.
Para além de sua oposição ao capitalismo e seu antiestatismo, o COFIAA também se opõe fortemente ao feminismo liberal e às correntes moderadas e reformistas do feminismo. Em um de seus comunicados, chegam a afirmar:
| “ | Nos dói tanto a crueldade feminicida que paira sobre nós […] mas vemos em tempo os congressos e movimentos feministas exigindo que sejam feitas mais leis, criados mais tipos penais, produzidos mais acordos com o estado quando é precisamente a existência das leis e do sistema de dominação de representação hierárquica o cenário sine qua non dessa violência! | ” |
|   | — Ana, la mariposa negra. |   |

Ainda que seja um dos grupos considerado parte das "guerrilhas negras" surgidas no México dos anos 2010, e ainda que ecoe muito daquilo que defendiam grupos como as Células Autônomas de Revolução Imediata Práxedis G. Guerrero e a Célula Mariano Sánchez Añón, o foco no feminismo diferencia o COFIAA de outras organizações do chamado "anarcoterrorismo", e de fato a torna uma das poucas organizações feministas armadas da história.

## Ver Também
- Anarquismo insurrecionário
- Célula Mariano Sánchez Añón/Federação Anarquista Informal
- Células Autônomas de Revolução Imediata Práxedis G. Guerrero

## Ligações Externas
Coleção de todos os comunicados publicados pelo COFIAA, coletado pelo website anarquista LaPeste.org